# 大井ダム駅
大井ダム駅（おおいダムえき）は、かつて岐阜県恵那郡大井町奥戸（現・恵那市大井町）にあった北恵那鉄道（現・北恵那交通）大井線の駅（廃駅）である。

## 歴史
当駅の前身は、大井ダム建設に伴う資材運搬用に敷設された大同電力（現・関西電力）専用鉄道の終点であり、大井ダム完成後に北恵那鉄道が大同電力より譲り受けた路線にて旅客運輸営業を行うにあたり終着駅として設置された。

### 年表
- 1922年（大正11年）3月 大同電力専用鉄道の終点として開通。
- 1928年（昭和3年）
  - 北恵那鉄道へ譲渡され、同社の所有となる[2]。
  - 12月3日 新大井 - 当駅間旅客営業開始に伴い、終点を奥戸駅（おくとえき）として開業[3]。
  - 12月 - 1929年（昭和4年）10月1日 大井ダム駅に改称[4]。
- 1932年（昭和7年）9月 新大井 - 当駅間旅客営業休止に伴い休止。
- 1934年（昭和9年）9月15日 新大井 - 当駅間旅客営業廃止に伴い廃止[5]。再び大同電力へ移管され専用鉄道の終点となる。
- 1940年（昭和15年） 大同電力専用鉄道廃止。

## 駅構造
当駅は大井ダム南側、木曽川右岸のダム天端上高さ約30mの平坦地に設置されていた。当時の駅構造は不明。なお、大同電力専用鉄道時代には付近に建設事務所、諸倉庫、機械工場、修繕工場などがあった。

## 駅周辺
周りは森となっている。西側には恵那峡の観光施設などがある。
- 恵那峡グランドホテル
- シアター恵那
- かんぽの宿恵那
- 恵那峡公園
- 岐阜県道401号恵那峡公園線
- 阿木川

## 駅跡
当駅跡地は森に囲まれ自然に還っている。

## 隣の駅
北恵那鉄道
大井線
金竜温泉駅 - 大井ダム駅